# Mehmet Ali Ülgen
Mehmet Ali Ülgen, almirall, (Istanbul, 1887 - 23 de juliol de 1952) fou el primer Comandant de les Forces Navals de la República de Turquia. Va estudiar de mariner a l'Escola Otomana de la Marina Militar entre 1900 i 1905.
Fou comandant de les Forces Navales de Turquia entre l'1 de juliol de 1949 i 6 de juny de 1950.